# Max-Planck-Gymnasium Schorndorf
Das Max-Planck-Gymnasium Schorndorf ist ein mehrzügiges Gymnasium in Schorndorf. Es führt zur allgemeinen Hochschulreife. Das Max-Planck-Gymnasium bietet ein sprachliches und ein naturwissenschaftliches Profil sowie ein Musikprofil.

## Geschichte
Das Max-Planck-Gymnasium geht mit seinen Wurzeln bis ins 14. Jahrhundert zurück. 1357 wird ein Schulmeister in Schorndorf urkundlich erwähnt. 1634 brennt die Lateinschule nieder und wird 1650 nach dem Dreißigjährigen Krieg wieder aufgebaut. Um 1800 wird aus einer Collaboraturklasse der Lateinschule eine Realklasse. 1839 entwickelt sich die Realschule (nicht mit dem heutigen Begriff zu verwechseln) der Lateinschule zu einer selbstständigen Institution. 1904 wird die Lateinschule als Lateinabteilung in die Realschule eingegliedert. 1938 entsteht die Oberschule für Jungen, aus der 1946 die Oberschule Schorndorf und 1955 das Gymnasium Schorndorf hervorgeht. 1970 zieht die Schule in das Schulzentrum Grauhalde um und nennt sich fortan Max-Planck-Gymnasium.

## Lage
Das Max-Planck-Gymnasium liegt im Süden der Stadt Schorndorf im Schulzentrum Grauhalde, umgeben von Grünflächen und Sportanlagen. Mit öffentlichen Verkehrsmitteln ist das Max-Planck-Gymnasium aus den Schorndorfer Kernstadt und den Teilorten und der Kernstadt sowie Plüderhausen, Urbach, Adelberg, Birkenweißbuch, Vorderweißbuch, Necklinsberg, Oppelsbohm, Rudersberg, Lichtenwald, Remshalden und Winterbach über verschiedenste (Schul-)Buslinien gut zu erreichen. Die nächstgelegene Haltestelle ist „Grauhalde“.

## Die Schule heute

### Ganztagesschule
Seit dem Schuljahr 2005/2006 gibt es am Max-Planck-Gymnasium von Montag bis Donnerstag ein offenes Ganztagesangebot. In der Zeit von 7.40 Uhr bis 15 Uhr werden die Kinder durch Unterricht, Arbeitsgemeinschaften, Hausaufgabenbetreuung, Schülerbücherei und weitere Angebote versorgt. In der Mensa wird Mittagessen angeboten.

### MPG+
Ergänzend zum Unterricht bietet das Max-Planck-Gymnasium ein vielfältiges Zusatzangebot an. Dazu zählt die Entwicklung und Förderung im Rahmen des Sozialcurriculums mit Modulen zur Förderung der Persönlichkeitsentwicklung und sozialen Kompetenz (Klassenpaten, Klassenlehrerstunde, Gefahren im Internet, Ernährungslehre mit Suchtprophylaxe, Jungen-/Mädchen-AG, Besuch einer KZ-Gedenkstätte, SMV, Mediation und Streitschlichtung, Suchtprävention, Studienfahrt, Orientierungstage) ebenso wie die Entwicklung im Rahmen Musik, Schultheater und Veranstaltungstechnik.

### Arbeitsgemeinschaften
Das Max-Planck-Gymnasium bietet viele verschiedene Arbeitsgemeinschaften (AGs). Diese sind: Unterstufenchor, Chor, Unterstufen-Bigband (Mini-Bigband), Midi-Bigband, Bigband, Unterstufentheater AG, Theater AG, Orchester, Schülerzeitung, Kletter AG, sowie verschiedene Sprachen-Arbeitsgemeinschaften, Streitschlichter und der Sanitätsdienst. Außerdem gibt es verschiedene MINT-Arbeitsgemeinschaften: Bio AG und Informatik AG, MKID (Mathe kann ich doch!), Robo Race AG, Schüler Ingenieur Akademie (SIA), Schulgarten AG, Zoo AG. Die Technik-AG kümmert sich um Licht und Ton bei Theater- oder Musikdarbietungen und sonstigen Schulveranstaltungen.

### Musikzug und Musik-Profilfach
Seit dem Schuljahr 2013/2014 gibt es am Max-Planck-Gymnasium einen Musikzug. Zur Förderung musikalisch begabter Schüler bietet die Schule die Möglichkeit, von der fünften bis zur siebten Klasse Musik dreistündig (Musikzug) und im Anschluss Musik als Profilfach (Musik-Profil) zu wählen. Außerdem besteht die Möglichkeit, sich an verschiedenen Musikgruppen (Chöre, Orchester, Big Band) zu beteiligen. Die Musikgruppen sind bekannt für ihre Aufführungen. Die Wahl dieses Zuges steht für alle Schüler bei der Anmeldung offen.

### Big Band
Die MPG Big Band wurde im Herbst 1998 gegründet und zeigte ihr Können bereits bei zahlreichen Auftritten, etwa beim Schorndorfer Neujahresempfang, an der Musikhochschule Stuttgart (Schülerjazzfestival), im Jazzclub Schorndorf, bei Schulkonzerten und mit professionellen Jazzmusikern wie Wolfgang Dauner. Internationale Konzertreisen führten die Band z. B. nach Chelmsford, Tuscaloosa, San Antonio, West-Hartford oder Chicago. Unter Leitung von Frank Kroll kam es auch zur Zusammenarbeit und Konzerten mit der italienischen Tenca Big Band.

### Theater-AG
Am Max-Planck-Gymnasium hat die Arbeitsgruppe „Theater“ eine lange Tradition. Seit 1969 setzen sich schauspielbegeisterte Schüler jahrgangsübergreifend mit niveauvollen Stücken auseinander und stellen ihr Talent bei Aufführungen unter Beweis. Hierbei gibt es die Unterstufen-Theater AG für Klasse 6 und 7 und die Theater AG ab Klasse 8.

### Schulpartnerschaften
Das Max-Planck-Gymnasium pflegt regelmäßige Schüleraustausche mit Frankreich (Lycée Edmond Perrier, Collège Victor Hugo, Tulle), Spanien und den USA.

### Tabletklasse
Von dem Schuljahr 2024/2025 an bietet das Max-Planck-Gymnasium ab Klasse 5 eine Tabletklasse an. Hiermit wird der klassische Unterricht auf Tablets verlagert.

### Unterricht
Das Max-Planck-Gymnasium hat eine Flüchtlingsklasse (VKL), bietet verschiedene Musik-Angebote für an Musik interessierte Schüler, veranstaltet regelmäßig Schüleraustausche und Sprachreisen, bietet als Fremdsprachen ab der 6. Klasse Französisch oder Latein und als Profilfach ab der 8. Klasse Spanisch und hat eine Tabletklasse.

## Persönlichkeiten

### Bekannte Lehrer
- Hüseyin Altin (* 1944), Bildhauer
- Frank Kroll (* 1968), Jazzmusiker und Komponist
- Timo Bader (* 1983), Autor

### Bekannte Schüler
- Johann Georg Hutten (1755–1834), Gymnasialrektor und klassischer Philologe
- Petra Buck-Heeb (* 1963), Juristin (Abitur 1982)
- Andrea Neumann (1969–2020), Künstlerin (Abitur 1988)